# 木村裕二
木村 竜二（きむら りゅうじ、1975年1月20日 - ）は、日本の男性俳優、声優。フリー。香川県出身。

## 人物
曾祖父は第255代東寺長者木村 澄覚。東寺で産まれ、観智院で育つ。曾祖父の死により香川に引っ越す事となる。本名および旧芸名は木村 裕二（きむら ゆうじ）。
身長172cm。日本ナレーション演技研究所東京校出身。以前はアイムエンタープライズ、RMEに所属していた。
「声優のリアル」代表。

## 出演作品

### テレビアニメ
- あかほり外道アワーらぶげ（いかレスラー）
- アブソリュート・デュオ（男B）
- これはゾンビですか? オブ・ザ・デッド（男子生徒）
- タイニー・トゥーンズ｜タイニー・トゥーンズ・アドベンチャー（アナウンサー）
- DEATH NOTE（新入生B）
- 武装神姫（神姫泥棒）

### 吹き替え
- ターザンの大冒険※DVD版
- ハリウッド式 恋のから騒ぎ
- プリズン・ブレーキ
- ワイルドチェイサー
- ソードハンド
- ZONE OF THE DEAD
- LUCK
- 【パブリックドメインDVD】
  - 駅馬車
  - 黄色いリボン
  - コロラド
  - シェーン（ウィルスン（ジャック・パランス））
  - 地上最大のショウ
  - 百万長者と結婚する方法
  - リオ・グランデの砦

### テレビ
- 河崎実的道楽空間 リスペクト探Q大図鑑（アサシン、ナレーション、ボイスオーバー）

### 映画
- いかレスラー（いかレスラーの声）
- コアラ課長（コアラ課長の声）
- 兜王ビートル（魔蟲王デビルワーム）
- ヅラ刑事（ナレーション）
- 日本以外全部沈没（ナレーション）
- 大怪獣モノ（新聞記者3）

### 舞台
- 月蝕歌劇団「不思議の國のアリス」
- 東郷健プロデュース公演「無限」（東京、アムステルダム公演）
- 「心は生きている」
- 「三人吉三廓初買」
- 笑劇弾スタートリック「サイキックドリーマー」
- 笑劇弾スタートリック「サブリミナルミッション」
- 木村がプロデュース公演「Bookmaker」（湊）

### MC
- 東京モーターショー
- WORLD PC EXPO
- オラクルワールド
- IBM総合フェア

### その他
- VP「トステム営業研修用ビデオ」
- VP「セイコープレシジョン」ナレーション
- VP「IPA最先端技術成果発表ビデオ」ナレーション
- DVD「手塚眞のお茶の間シアター」